# Љубица Радулашки
Љубица Радулашки (Мол, 1939 — Београд, 2007) била је српски педагог и први историчар педагогије који се у потпуности посветио питањима историје педагошких идеја и теорија.

## Биографија

### Образовање
Рођена је 1939. године у Молу где је завршила основну школу. Након тога је завршила Учитељску школу у Сомбору 1959. Дипломирала је педагогију на Филозофском факултету Универзитета у Београду 1964. Радила је у Институту за савремену историју, а 1970. године је постала асистент на предмету Историја педагогије на Филозофском факултету Универзитета у Београду. Магистарски рад „Основе педагошке идеје у схватањима Војислава Младеновића” је одбранила 1981. на истом факултету. У докторској дисертацији, коју није завршила, је истраживала аспекте Хербартове педагошке мисли и указала је на глобални утицај његовог педагошког учења.

### Педагошка делатност
Учествовала је у раду стручних скупова и симпозијума посвећених педагошкој библиотеци „Будућност”, Вићентију Ракићу, Филипу Филиповићу и породичном васпитању. Допринела је раду конгреса педагога Србије и Југославије и раду Трибине Педагошког музеја Београд поводом обележавања јубилеја Доситеја Обрадовића, Војислава Бакића, Драгутина Прокића, Милоша Јанковића, Војислава Младеновића, Жан Жака Русоа и других домаћих и страних теоретичара педагошке мисли. Учествовала је у раду Педагошког друштва Србије, била је члан Савета педагошког музеја Београд, Савета Филозофског факултета Универзитета у Београду и делегат Факултета у Скупштини универзитета. Организовала је наставу за Општу и националну историју педагогије и Историју андрагошких идеја Филозофског факултета Универзитета у Београду. У својим радовима је истицала генеричку везу између српског учитељства и педагошке науке. У општој педагогији се залагала за историјско–компаративни научни приступ Војислава Младеновића. Преминула је 2007, а Православни богословски факултет Универзитета у Београду је наредне године издао њене „Сабране педагошке студије”.

## Разумевање васпитања
У својим предавањима и истраживањима је истицала грчку педагошку теорију која говори да је васпитање контролисан процес и свесна делатност која је одређена људским умом и вољом. Истицала је да Грци васпитање не виде као индивидуално и да се за норме у васпитању не узима појединачан човек већ идеја човека. Грчка педагошка схватања која је истицала наглашавала су да је једино човек способан да има идеју како би требало васпитавати људе како би постигли свој максимум и да би индивидуу требало обликовати према заједници.